# Turrialba (tổng)
Turrialba là một tổng trong tỉnh Cartago, Costa Rica. Tổng này có diện tích 1642,67 km², dân số năm 2008 là 78217 người..